# Третяківка (Старобільський район)
Третякі́вка — село в Україні, у  Біловодській селищній громаді Старобільського району Луганської області. Населення становить 527 осіб. Село входить до складу Біловодської селищної громади

## Географія
Через північно-західну частину села тече балка Яр Третяків.

## Історія
Село постраждало внаслідок геноциду українського народу, вчиненого урядом СССР у 1932—1933 роках, кількість встановлених жертв — 21 людина.

## Населення
За даними перепису 2001 року населення села становило 527 осіб, з них 95,64 % зазначили рідною мову українську, а 4,36 % — російську.

## Відомі уродженці
- Мірошниченко Микола Миколайович (1947—2009) — український поет і перекладач.
- Новік Поліна Федорівна (1952—1983) — українська радянська діячка, майстер машинного доїння колгоспу «Заповіт Леніна» Біловодського району Ворошиловградської області. Депутат Верховної Ради УРСР 10-го скликання.